# Bel Zaballa
Bel Zaballa i Madrid (Vilafranca del Penedès, 1983) és una periodista i escriptora catalana. És llicenciada en dret i en periodisme per la Universitat Pompeu Fabra i postgraduada en assessorament lingüístic i serveis editorials per la Universitat de Barcelona. Ha treballat a Vilaweb, El Temps, Enderrock i Media.cat.

## Publicacions
- Manuel de Pedrolo. La llibertat insubornable (Sembra Llibres, 2018)[3]
- El futur del català depèn de tu (amb Carme Junyent) (La Campana, 2020)[4]

### Obres col·lectives
- A Ovidi Montllor. Un temps, una estima, una idea (Lo Diable Gros, 2016)[5]
- Nosaltres les fusterianes (Tres i Quatre, 2017)[6]